# Donna Axum
Donna Axum (El Dorado, 3 gennaio 1942 – Fort Worth, 4 novembre 2018) è stata una modella statunitense, eletta Miss Arkansas 1963 e Miss America 1964 il 7 settembre 1964.
Laureata in arte presso l'università dell'Arkansas, i cui studi sono stati completati grazie alla borsa di studio di Miss America, dopo il concorso la Axum ha sposato prima Michael Alan Buckley, dal quale ha avuto una figlia, Lisa. Dopo aver divorziato da Buckley, Donna Axum ha sposato il politico Gus Franklin Mutscher, dal quale ha in seguito divorziato.
Membro del Consiglio consultivo di Fort Worth World Affairs di Dallas, dal 1984 era sposata con J. Bryan Whitworth, col quale generò cinque figli.